# فصلنامه موسیقی ماهور

فصلنامه موسیقی ماهور نشریه تخصصی موسیقی بود که صاحب امتیاز آن موسسه فرهنگی-هنری ماهور به مدیر مسوولی سید محمد موسوی ماهور است و هر سه ماه یکبار منتشر می شد. در دوره ی دوم با نام  دوفصلنامه موسیقی ماهور از شماره یک هر شش ماه یکبار منتشر می شود.

## تاریخچه
ماهور از پاییز ۱۳۷۷ تا پاییز ۱۴۰۲ در ۱۰۰ شماره و ۲۵ سال به صورت فصلنامه منتشر شده‌است. در حال حاضر شماره یک دوفصلنامه موسیقی ماهور دوره دوم در نیمه اول سال ۱۴۰۳ منتشر شده است.

## ویراستاری
```
مدیر مسئول فصلنامه  
سید محمد موسوی ماهور
 ( از ابتدای انتشار)
[
۴
]
، سردبیر آن 
ساسان فاطمی
 و هیئت تحریریه آن متشکل از 
بابک خضرائی
، 
آرش محافظ
 و 
سعید کردمافی
 است
[
۵
]
.
```

از افراد سرشناسی که در این مجله مقاله‌ای از آنان منتشر شده می‌توان به ژان دورینگ، محمدرضا درویشی، کارل سیگنل، اشاره کرد.

## نقد
ماهور مورد ستایش موسیقی‌دانان منتقد ایرانی قرار گرفته‌است. مصطفی کمال پورتراب در یادداشتی به مناسب دهمین سالگرد انتشار این مجله، آن را «نمونه‌ای برجسته» از همکاری افرادی شایسته برای انجام کاری «کارستان» دانسته که با هدف بهره‌وری اجتماع از فرهنگ ارزشی صورت گرفته‌است.